# Ławeczka Wojciecha Belona w Busku-Zdroju
Ławeczka Wojciecha Belona znajduje się w Busku-Zdroju przed Buskim Samorządowym Centrum Kultury, które nosi imię Belona.
Wojciech Belon, (1952–1985) urodzony w Kwidzynie pieśniarz, poeta i kompozytor, wraz z rodziną zamieszkał w roku 1965 w Busku-Zdroju. Tu ukończył szkołę podstawową, a następnie od roku 1967 uczęszczał do buskiego Liceum Ogólnokształcącego. W roku 1971 założył zespół muzyczny Wolna Grupa Bukowina. 
Autorem odlanej w brązie rzeźby jest rzeźbiarz tarnowski Jacek Kucaba. Rzeźbiarz nadał wykonanej z betonu ławeczce kształt stylizowanego gryfu gitary.
Pomnik-ławeczka został odsłonięty 20 września 2008.